# Only Time: The Collection
Only Time: The Collection – kompilacja utworów irlandzkiej wokalistki i kompozytorki Enyi, wydana na czteropłytowym wydawnictwie nakładem Warner Music w 2002 r.

## Spis utworów
Wydawnictwo zawiera wszystkie dotychczasowe utwory (również B-side'y) Enyi wydane przez Warner Music, w tym najnowszy wówczas utwór "May It Be", napisany specjalnie do ścieżki dźwiękowej filmu Władca Pierścieni: Drużyna Pierścienia. Czwarta płyta zawierała również, możliwy do odtworzenia na komputerze, teledysk kolędy Oíche chiúin. W spisie utworów na tyle europejskiej i amerykańskiej edycji boxa znalazła się literówka "After Ventus" (zamiast poprawnie "Afer Ventus"), poprawiona w wydaniu japońskim.  